# Verny Scott
Verny Scott Wilson (San José, 4 de agosto de 1982 ) es un exfutbolista profesional costarricense naturalizado guatemalteco que jugó como delantero y actualmente es asistente técnico del equipo de Escorpiones de Belén de la Segunda División de Costa Rica y trabaja con la U-17 del mismo equipo.

## Trayectoria
Inició su carrera en las ligas menores del Club Sport Herediano, equipo con el que debutó en la Primera División de Costa Rica el 10 de diciembre de 2001, en un encuentro ante el Municipal Liberia. Lograría su primera anotación el 10 de abril de 2002, en un partido contra el Municipal Liberia. Se convertiría en internacional cuando pasa a militar con el Club Social y Deportivo Comunicaciones en el 2003 y Heredia Jaguares de la Liga Nacional de Fútbol de Guatemala en el 2004. Obtuvo la naturalización guatemalteca en el 2003, debido a que el equipo crema ya contaba con las plazas de extranjeros llenas. Lograría el título de campeón del torneo de Clausura 2003 con el Comunicaciones. Luego en ese año, se vincularía al Santos de Guápiles. En el 2006 llega a la Asociación Deportiva Filial Club UCR en la Segunda División de Costa Rica, equipo con el que lograría  el ascenso a la Primera División de Costa Rica en la temporada 2006-2007. Posteriormente se vincularía a equipos como la Asociación Deportiva Barrio México en el 2008, Santos de Guápiles en el 2011, Asociación Deportiva San Carlos en el 2011 y 2012 y el Club Social y Deportivo Suchitepéquez de la Liga Nacional de Fútbol de Guatemala en el 2012. Desde el 2013 hasta la actualidad milita con el Club Sport Herediano, equipo con el que se proclama campeón en el Verano 2015, así como con los subcampeonatos del Invierno 2013 e Invierno 2014.
A niveles de selecciones nacionales participó en el proceso eliminatorio hacia los Juegos Olímpicos de Atenas 2004, sin embargo, no fue tomado en cuenta en la convocatoria de participación. 

## Clubes
| Club                             | País       | Año           |
| -------------------------------- | ---------- | ------------- |
| Club Sport Herediano             | Costa Rica | 2001-2003     |
| Comunicaciones                   | Guatemala  | 2003          |
| Heredia Jaguares                 | Guatemala  | 2004          |
| Santos de Guápiles               | Costa Rica | 2006-2008     |
| Barrio México                    | Costa Rica | 2006-2010     |
| Santos de Guápiles               | Costa Rica | 2011          |
| Asociación Deportiva San Carlos  | Costa Rica | 2011          |
| Suchitepéquez                    | Guatemala  | 2012          |
| Asociación Deportiva San Carlos  | Costa Rica | 2012          |
| Club Sport Herediano             | Costa Rica | 2013-2016     |
| Club Deportivo Belén Fútbol Club | Costa Rica | 2016-2018     |
| Deportivo Siquinalá              | Guatemala  | 2018-2019     |
| La U Universitarios              | Costa Rica | 2019-2020     |
| Aserrí F.C.                      | Costa Rica | 2020-presente |

## Palmarés
| Título                               | Club                 | Año           |
| ------------------------------------ | -------------------- | ------------- |
| Liga Nacional de Fútbol de Guatemala | Comunicaciones       | Clausura 2003 |
| Segunda División                     | UCR                  | 2007          |
| Primera División                     | Club Sport Herediano | Verano 2015   |
| Primera División                     | Club Sport Herediano | Verano 2016   |